# Aspidacantha atra
Aspidacantha atra är en tvåvingeart som beskrevs av Kertesz 1916. Aspidacantha atra ingår i släktet Aspidacantha och familjen vapenflugor. Inga underarter finns listade i Catalogue of Life.